# Mazama (Washington)

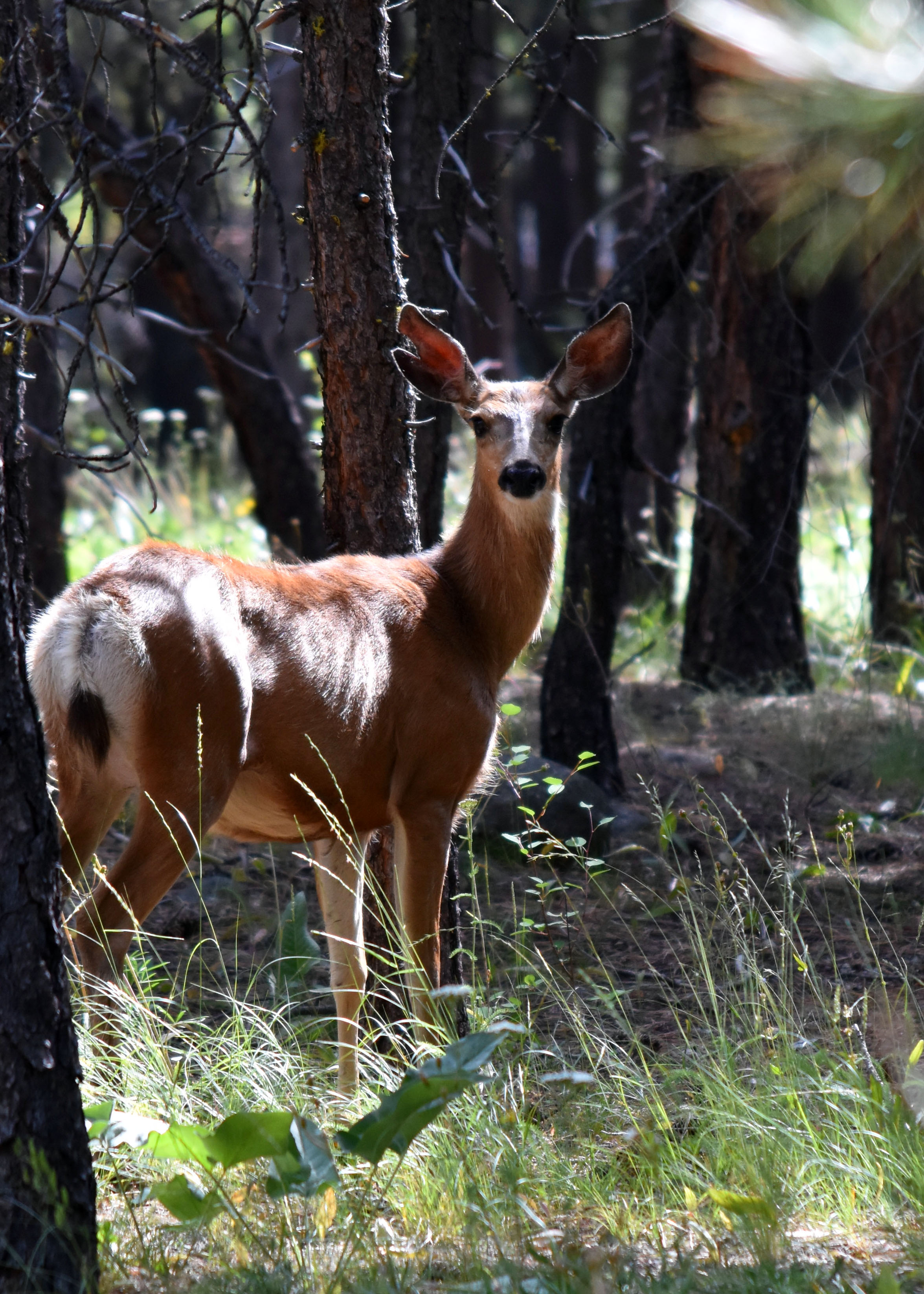
Hirsch in Mazama am letzten Abschnitt des Spokane Gulch Trail, zum Mazama Store schauend.

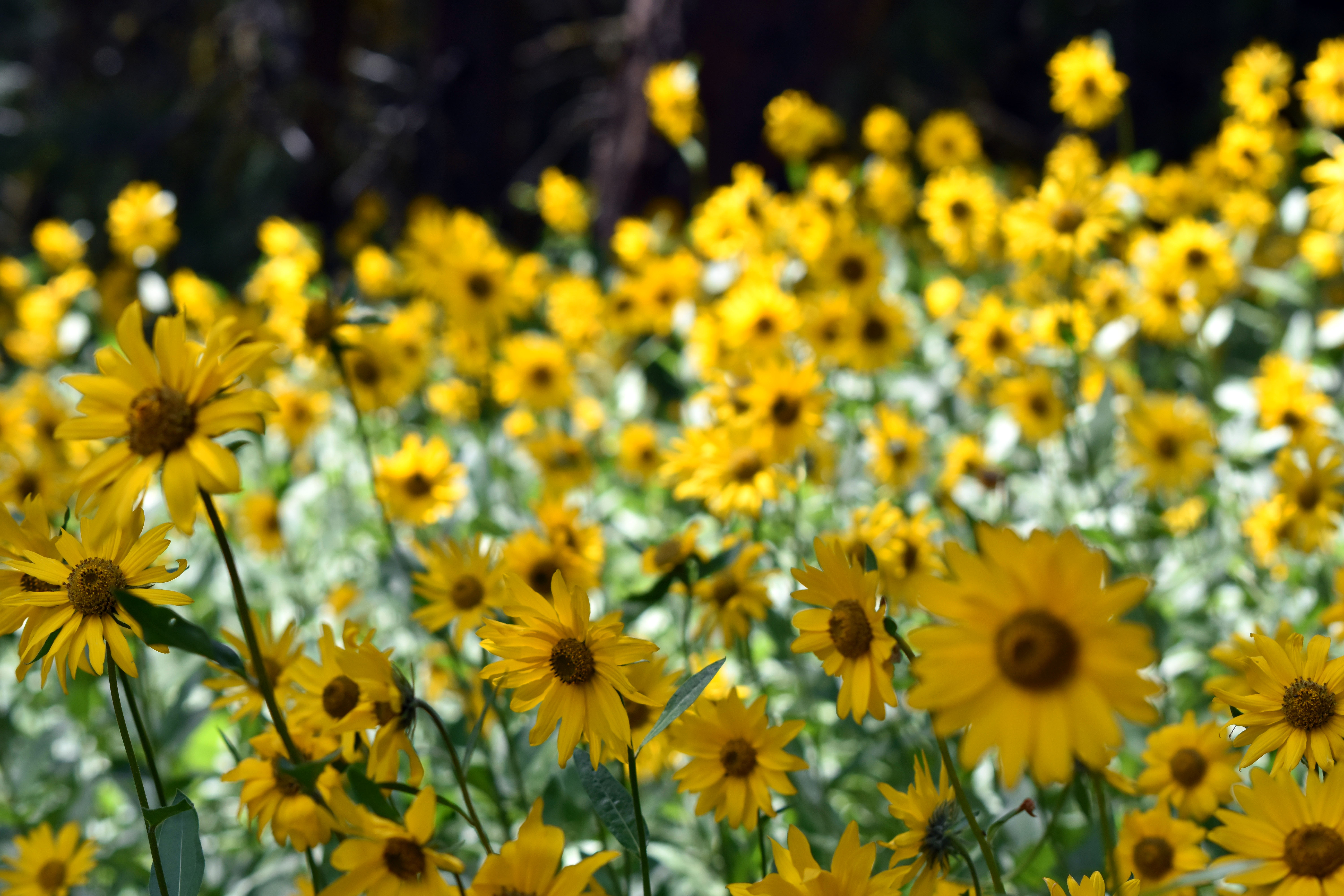
Wildblumen oberhalb von Mazama am Spokane Gulch Trail.

Mazama (məˈzæmə) ist ein gemeindefreies Gebiet im Okanogan County im Methow River Valley im US-Bundesstaat Washington am Ost-Abhang der Nördlichen Kaskadenkette und des North-Cascades-Nationalparks. Es erstreckt sich entlang der Washington State Route 20 („North Cascades Highway“), etwa 23 km nordwestlich von Winthrop und etwa 45 km südlich der Grenze zwischen Kanada und den Vereinigten Staaten. Mazamas Zentrum liegt 642 m hoch und etwa 4,3 km südlich des Goat Peak.
Um den Beginn des 20. Jahrhunderts gegründet, erlebte Mazama einen Aufschwung als Ausgangspunkt für die Bergbau-Städte Barron, Chancellor und Robinson des zerklüfteten Harts-Pass-Gebietes.
Gegenwärtig aus wenig mehr als einer Kreuzung bestehend, wächst Mazama langsam um verschiedene Ferienhäuser, einen Laden, ein Outdoor-Geschäft, eine Tankstelle, ein Café und drei Restaurants herum. Mazama ist zu einem Ziel für sommerliche Hochzeitsfeiern, Felskletterer und Wintersportler geworden, die von dort aus Heliskiing, Tiefschneefahren und Querfeldein-Skifahren betreiben können. Hier findet sich einer der längsten Skiwanderwege der Welt, der sich über 190 km erstreckt und durch die Siedlung führt.

## Geschichte
Im 19. Jahrhundert war der Ort als „Goat Creek“ bekannt, benannt nach einem Bach am Fuß des nahegelegenen Goat Peak (damals Goat Mountain genannt). Als das ehemalige Postamt 1899 eingerichtet wurde, wählten die Siedler einen Namen, von dem sie annahmen, er sei die griechische Entsprechung für „Mountain Goat“. Sie erkannten später ihren Irrtum, das falsche Wörterbuch benutzt zu haben: Laut Edmond S. Meany kam die Entsprechung von „Mazama“ für „Mountain Goat“ nicht aus dem Griechischen, sondern aus dem Spanischen. Mazama ist eine Hirsch-Gattung (Familie Cervidae), die Spießhirsche, kleine bis mittelgroße Hirsche, die in Nord- und Südamerika beheimatet sind. Der Gattungsname Mazama ist vom Nahuatl-Wort mazame, dem Plural von mazatl („Hirsch“), abgeleitet.

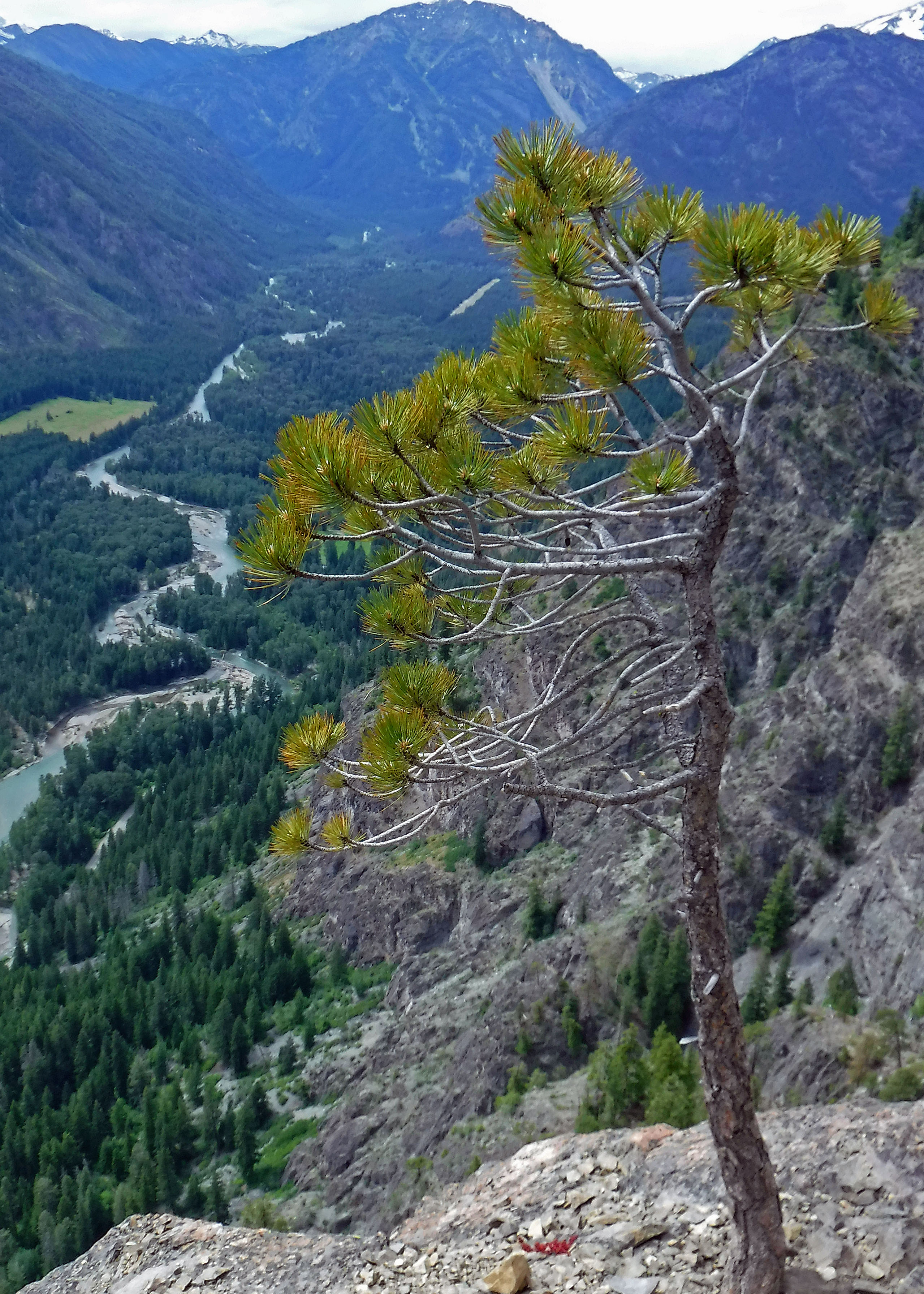
Blick vom 11-Grad Kletterweg Prime Rib über das Methow River Valley.

Die Einheimischen betonen den Namen wie ein Reim auf „Alabama“: mə.ˈzæm.ə. Es hat nichts mit dem Mount Mazama in Oregon zu tun, der auf dem zentralen Vokal breiter betont wird: mə.ˈzɑː.mə.

## Natur

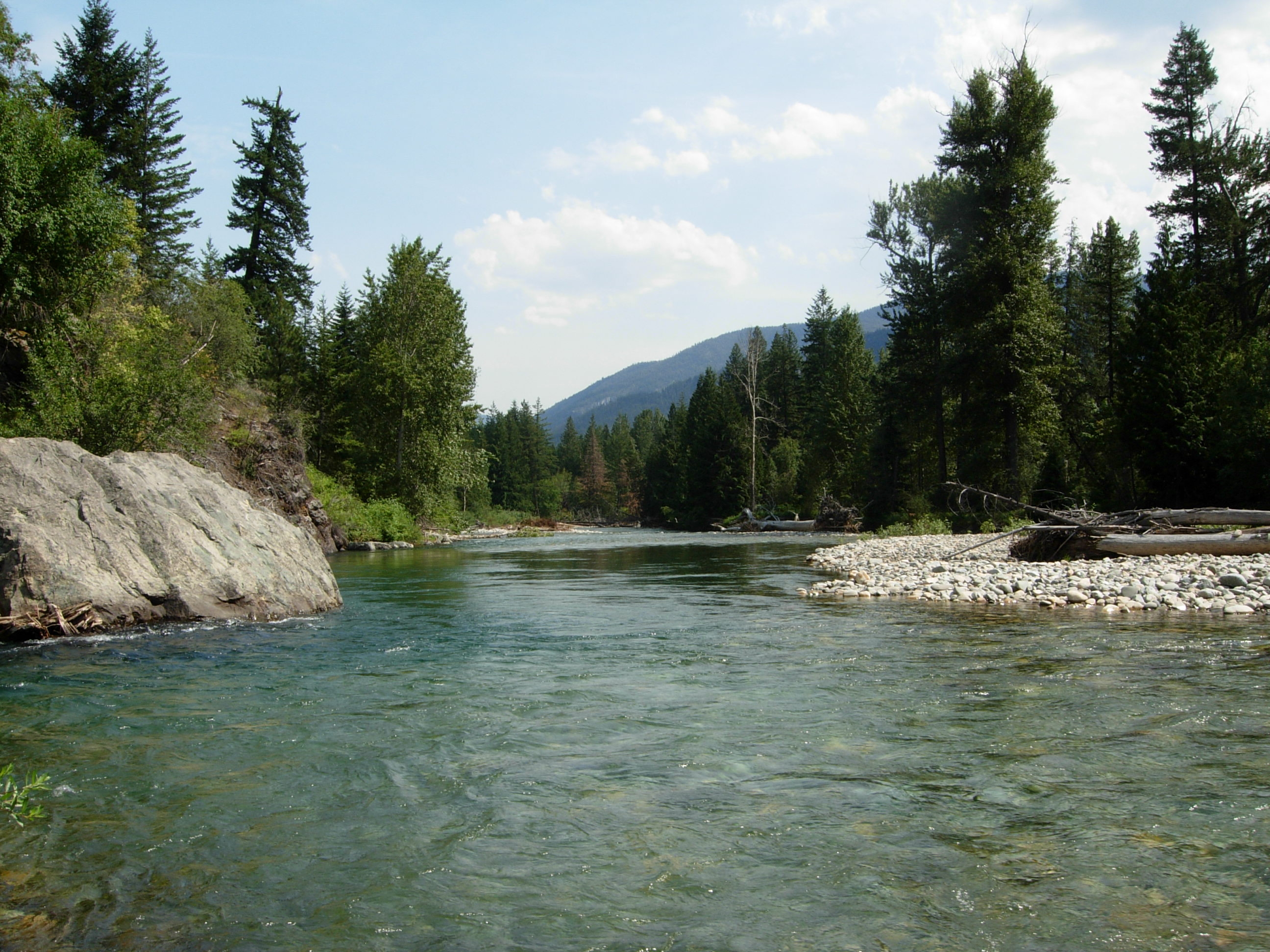
Der Methow River in Mazama

Der Methow River fließt unmittelbar südlich an Mazama vorbei; hier bietet sich dem Chinook-Lachs ein Laich-Habitat.
Wälder der einheimischen Douglasie und der Gelb-Kiefer sind weit verbreitet in Mazama und der Umgebung. Espen und Schwarzpappeln werden entlang der Bäche und Flüsse zunehmend häufiger.
Über 70 Säugetierarten sind im Gebiet ursprünglich beheimatet. Dazu gehört die Nördliche Taschenratte, aber ironischerweise nicht die Mazama-Taschenratte.

### Klima
Mazama hat ein feuchtes Kontinentalklima („Dsb“ nach der Klimaklassifikation nach Köppen und Geiger) mit warmen, trockenen Sommern und kalten, schneereichen Wintern. Es liegt auf der Leeseite der Nördlichen Kaskadenkette, die einen Großteil der vom Pazifik aufgrund der Westwinde heranziehenden Niederschläge abfängt. Dieser Regenschatten nimmt in seiner Wirkung mit der Entfernung vom Kaskaden-Hauptkamm zu: Das aride Winthrop, 22,5 km talwärts erreichen nur etwa die Hälfte der Niederschläge von Mazama. Mazamas relativ heftiger Schneefall inspirierte zusammen mit den kurzen Wintertagen die ersten Siedler zu dem Spitznamen „Early Winters“ („frühe Winter“).
Washingtons Kälterekord wurde sowohl in Mazama als auch in Winthrop registriert: Am 30. Dezember 1968 wurden −44 °C gemessen.
|                        | Jan    | Feb    | Mär    | Apr    | Mai    | Jun    | Jul   | Aug   | Sep    | Okt    | Nov    | Dez    |   |          |
| Mittl. Temperatur (°C) | −6,06  | −2,69  | 1,92   | 6,86   | 11,75  | 15,81  | 19,53 | 19,31 | 14,25  | 6,86   | −0,72  | −6,11  | ⌀ | 6,8      |
| Mittl. Tagesmax. (°C)  | 14,44  | 12,78  | 23,33  | 32,22  | 36,11  | 39,44  | 39,44 | 39,44 | 38,33  | 28,89  | 18,33  | 10,56  | ⌀ | 27,8     |
| Mittl. Tagesmin. (°C)  | −35,56 | −29,44 | −22,22 | −12,22 | −6,67  | −3,33  | −2,78 | 0,00  | −7,22  | −13,33 | −25,56 | −44,44 | ⌀ | −16,9    |
|                        |        |        |        |        |        |        |       |       |        |        |        |        |   |          |
| Niederschlag (mm)      | 289,81 | 222,00 | 239,27 | 192,53 | 150,37 | 133,60 | 59,44 | 71,88 | 118,62 | 200,91 | 303,28 | 304,80 | Σ | 2.286,51 |
|                        |        |        |        |        |        |        |       |       |        |        |        |        |   |          |
| Regentage (d)          | 14     | 11     | 9      | 7      | 7      | 6      | 5     | 5     | 5      | 9      | 13     | 15     | Σ | 106      |

| −35,56 |

| −29,44 |

| −22,22 |

| −12,22 |

| −6,67 |

| −3,33 |

| −2,78 |

| 0,00 |

| −7,22 |

| −13,33 |

| −25,56 |

| −44,44 |

| −35,56 |

| −29,44 |

| −22,22 |

| −12,22 |

| −6,67 |

| −3,33 |

| −2,78 |

| 0,00 |

| −7,22 |

| −13,33 |

| −25,56 |

| −44,44 |

Durchschnittlich fallen in Mazama 3.040,38 mm Schnee, im Mittel an 136 Tagen mit mehr als 25,4 mm (1") Schnee. Die größte jemals gemessene Schneehöhe betrug am 1. Januar 1997 1.574,8 mm.

### Geologie
Nach der Leiko-Klassifikation sind die Böden typischerweise steinige, aschfarbene, sandige Lehme. Der Untergrund in der Umgebung bestehen aus kreidezeitlichen Andesiten und den im Tal weit verbreiteten quartären alluvialen Schwemmsanden.

## Tourismus
Die Goat Wall und andere nahegelegene Felsen haben schon viele Felskletterer in den kleinen Ort gezogen. Die Goat Wall ist knapp unter 610 m hoch und gilt als eine der besten hochgradigen Sport-Kletter-Gebiete in Washington. Es gibt in der Umgebung von Mazama über 70 festgelegte Routen, deren Schwierigkeitsgrade nach dem Yosemite Decimal System von 5,6 bis 5,13 schwanken; es gibt Routen zwischen dem I. und XII. Klettergrad.